# 加賀淳子
加賀 淳子（かが あつこ、1920年3月2日 - 没年不明）は、日本の作家。

## 人物・来歴
東京府生まれ。本名・吉村美名子。高等女学校卒。佐藤春夫に師事し、時代・歴史小説を書いた。元華族・島津忠重の養女とのふれこみであったが、1950年「浮雲城」の連載を『改造』に連載開始したところ、これが近衛文麿の娘・昭子と整体師・野口晴哉をモデルとしたものであるところから関係者による圧力があり中絶。のち1971年土地問題の係争から私文書偽造で夫とともに逮捕された。以後は消息不明である。

## 著書
- 『足軽女房・蔭武者』新潮社(小説文庫) 1955
- 『無官の忍者』1956 (河出新書)
- 『女心乱麻』大日本雄弁会講談社(ロマン・ブックス) 1956
- 『小説の材料袋』再建社 1957
- 『野伏千人町を行く』新潮社 1958
- 『皇女悲歌』五月書房 1959
- 『歴史の謎』五月書房 1959
- 『有情無情』桃源社 1959
- 『脱島記』新創社 1959
- 『白いたそがれ』桃源社 1959
- 『臆病天下一』桃源社 1959
- 『海賊大名』桃源社 1960
- 『南朝・北朝』(現代人の日本史  河出書房新社 1960
- 『火炎に生きる』新潮社 1962